# وینچلسی
latitudeوینچلسیlongitudeوینچلسی
وینچلسی (به انگلیسی: Winchelsea) یک منطقهٔ مسکونی در انگلستان است که در جنوب شرقی انگلستان واقع شده‌است.